# Мухін Вадим Анатолійович
Вади́м Анато́лійович Му́хін — полковник Збройних сил України.

## Життєпис
У 2018—2019 роках командував 90-м окремим аеромобільним батальйоном.
До серпня 2024 служив командиром 126 ОБрТрО.

## Нагороди
- орден Богдана Хмельницького III ступеня (21.7.2015)[3]